# Paul Grégoire
Paul Grégoire, (24 de outubro de 1911 - 30 de outubro de 1993) foi um cardeal canadense da Igreja Católica Romana. Ele serviu como arcebispo de Montreal de 1968 a 1990, e foi elevado ao cardinalato em 1988.

## Biografia
Paul Grégoire nasceu em Viauville, Montreal, para J. Albert Grégoire e Marie Lavoie, mas sua família mudou-se para Verdun logo após seu nascimento. Ele tinha dois irmãos mais novos, mas seus pais mais tarde adotaram nove de seus primos. Estudou no Seminário Menor de St. Thérèse em Blainville de 1925 a 1933, e depois no Seminário Maior de Montréal de 1933 a 1937, onde obteve a licenciatura em teologia. Foi ordenado sacerdote em 22 de maio de 1937 e depois lecionou em Santa Teresa, em Blanville, até 1939. De 1939 a 1942, estudou na Universidade de Montréal, onde fez doutorado em filosofia e história, licenciou-se em letras. e diploma em pedagogia.
Em 1979, ele foi nomeado oficial da Ordem do Canadá.